# Rune Klan's Trylleshow
Rune Klan's Trylleshow er en tv-serie på 9 afsnit. Den blev sendt på TV 5. Rune Klan laver alternative tryllekunster.